# 柔小町
柔小町（やわらこまち）は、2000年（平成12年）に九州沖縄農業研究センターで育成されたイネ（稲）の品種。旧系統名は「西海215号」。「ニシホマレ」と、「金南風」の突然変異系統で、dull遺伝子を持つ低アミロース系統の「探系2021」との交配によって育成された低アミロース米の品種である。

## 概要
暖地の平坦地から中山間地および温暖地西部の平坦地に適応するとされ、九州での栽培に向く。熟期は育成地である福岡県筑後市では中生の晩で「ニシホマレ」並。登熟期の気温が高いと玄米に低アミロース米にはよく見られる白濁を生じるが、登熟期間の気温が平年並みの場合だとほとんど白濁しない。
アミロース含量は12%前後で、低アミロース米としてはやや高め。炊飯米は「ヒノヒカリ」並の良食味で、粘りは「ヒノヒカリ」より強い。また、他品種とのブレンド米の食味を向上させる効果も高い。
いもち病真性抵抗性は「ニシホマレ」と同様のPiaと推定され、葉いもち圃場抵抗性は「やや弱」、穂いもち圃場抵抗性は「中」であり、白葉枯病圃場抵抗性は「やや弱」である。

## 育成

### 育成の背景
低アミロース米では，低アミロース化により米の胚乳が白濁し，糯臭が強くなることが欠点とされてきた。米のアミロース含有率は登熟期間の温度による影響を受けやすく、高温では低下するため、登熟期間が高温となりやすい極早生～早生種の低アミロース品種はこの問題が大きくなる。従って、登熟期間が比較的低温となってアミロース含有率が低下しにくく玄米の白濁が生じにくい、中～晩生熟期群の低アミロース品種の育成を目標とした。

### 育成経過
1988年、栽培特性がすぐれ、中生の晩の熟期である「ニシホマレ」を母本とし、低アミロース性遺伝子（dull 遺伝子）を持つ「探系2021」（農業生物資源研究所で育成された「金南風」の低アミロース突然変異系統）と交配した。同年冬にF1（雑種第1世代）を25株養成した。
1989年、F2世代で120個体を供試して個体選抜を行い、中～晩生の熟期で米の白濁が少ない14個体を選抜した。以後、系統育種法により選抜を行い固定を図った。
1992年、F5世代から「は系半糯272」の系統番号で生産力検定試験、特性検定試験に供試した。
1994年、F7世代からは「西海215号」の系統名で関係各県に配布、奨励品種決定基本調査に供試し、地方適応性を検討した。
1999年3月17日に第7084号として「柔小町」の名で品種登録され、2000年8月25日に水稲農林364号として命名登録された。